# Gabriela Szabó
Gabriela Szabó (Bistrița, 14 november 1975) is een voormalige Roemeense atlete van Hongaarse afkomst. In haar sportcarrière werd ze olympisch kampioene, achtmaal wereldkampioene (driemaal outdoor en vijfmaal indoor), tweemaal Europees indoorkampioene en was zij wereldindoorrecordhoudster op de 3000 en 5000 m. In maart 2014 werd Szabó aangesteld als minister voor jeugd en sport in het Roemeense Kabinet van Victor Ponta voor de Democratische Unie van Hongaren in Roemenië.

## Biografie

### Vijftien en al Europees jeugdkampioene
Haar allereerste internationale succes boekte Szabó op de 3000 m. Nog maar vijftien jaar oud was ze, toen ze in 1991 op deze afstand in het Griekse Thessaloniki Europees jeugdkampioene werd in 9.19,28. Dat deze overwinning niet op toeval berustte, bewees ze twee jaar later in San Sebastian, toen ze haar jeugdtitel prolongeerde. Alleen ging het toen al stukken sneller, want achter haar winnende 8.50,97 noteerde de Finse Annemari Sandell 8.51,22 en Szabó's landgenote Denisa Costescu 9.13,03.
In 1994 was Gabriela Szabó ook nog maar achttien, toen zij bij de Europees seniorenkampioenschappen in Helsinki op diezelfde 3000 m in 8.40,08 een bronzen medaille won achter de Ierse Sonia O'Sullivan (1e in 8.31,84) en de Britse Yvonne Murray (2e in 8.36,48). Daarna ging het met haar atletiekcarrière bergopwaarts en behoorde zij tot de top tien van de langeafstandsloopsters.

### OS: zilver in Atlanta, goud in Sydney
Op de Olympische Spelen van 1996 in Atlanta veroverde Gabriela Szabó een zilveren medaille op de 1500 m achter de Russische Svetlana Masterkova (goud) en voor de Oostenrijkse Theresia Kiesl (brons).
Op de Olympische Spelen van 2000 in Sydney werd Szabó olympisch kampioene op de 5000 m voor Sonia O'Sullivan (zilver) en de Ethiopische Gete Wami (brons) en won zij op de 1500 m een bronzen medaille achter de Algerijnse Nouria Mérah-Benida (goud) en de Roemeense Violeta Szekely (zilver). Eerder dat jaar prolongeerde ze haar Europese indoortitel op de 3000 m.
Gabriela Szabó is getrouwd met haar trainer Zsolt Gyöngyössy. In mei 2005 trok ze zich terug uit de topsport. Ze had tot halverwege 2019 het Europese record op de 3000 m in handen.
Sinds 2010 is Szabó vicepresident van de Roemeense atletiekbond.

## Titels
- Olympisch kampioene 5000 m - 2000
- Wereldkampioene 1500 m - 2001
- Wereldkampioene 5000 m - 1997, 1999
- Wereldindoorkampioene 1500 m - 1999
- Wereldindoorkampioene 3000 m - 1994, 1995, 1997, 1999
- Europees indoorkampioene 3000 m - 1998, 2000
- Europees jeugdkampioene 3000 m - 1991, 1993
- Roemeens kampioene 3000 m - 1993

## Persoonlijke records
Outdoor
| Onderdeel   | Prestatie           | Datum            | Plaats     |
| ----------- | ------------------- | ---------------- | ---------- |
| 1500 m      | 3.56,97             | 8 augustus 1998  | Monaco     |
| 1 Eng. mijl | 4.19,30             | 1 juli 1998      | Bellinzona |
| 2000 m      | 5.40,3              | 29 juli 1998     | Parijs     |
| 3000 m      | 8.21,42 (ex-AR; NR) | 19 juli 2002     | Monaco     |
| 5000 m      | 14.31,48            | 1 september 1998 | Berlijn    |
| 8 km        | 25.33               | 30 maart 2002    | Balmoral   |
| 5 Eng. mijl | 25.43               | 30 maart 2002    | Balmoral   |

Indoor
| Onderdeel   | Prestatie                   | Datum            | Plaats       |
| ----------- | --------------------------- | ---------------- | ------------ |
| 1500 m      | 4.03,23                     | 6 maart 1999     | Maebashi     |
| 1 Eng. mijl | 4.23,19                     | 4 februari 2001  | Stuttgart    |
| 2000 m      | 5.30,53                     | 8 maart 1998     | Sindelfingen |
| 3000 m      | 8.32,88 (ex-WR)             | 18 februari 2001 | Birmingham   |
| 5000 m      | 14.47,35 (ex-WR; ex-AR; NR) | 13 februari 1999 | Dortmund     |

## Palmares

### 1500 m
Kampioenschappen
- 1991:  Europees Olympisch Jeugdfestival - 4.20,73
- 1996:  OS - 4.01,54
- 1999:  WK indoor - 4.03,23
- 2000:  OS - 4.05,27
- 2001:  WK - 4.00,57
- 2002:  EK - 3.58,81

Golden League-podiumplekken
- 1998:  Bislett Games – 4.03,18
- 1998:  Golden Gala – 3.59,25
- 1998:  Herculis – 3.56,97
- 1998:  Weltklasse Zürich – 4.00,53
- 2002:  Weltklasse Zürich – 3.58,78

### 3000 m
Kampioenschappen
- 1991:  EJK - 9.19,28
- 1992:  WK indoor - 8.48,28
- 1993:  EJK - 8.50,97
- 1994:  WK indoor - 8.47,40
- 1994:  EK U23 - 9.12,42
- 1994:  EK - 8.40,08
- 1994:  Wereldbeker - 9.15,16
- 1995:  WK indoor - 8.54,50
- 1997:  WK indoor - 8.45,75
- 1998:  EK indoor - 8.49,96
- 1998:  Wereldbeker - 9.00,54
- 1999:  WK indoor - 8.36,42
- 1999:  Grand prix - 8.43,52
- 2000:  EK indoor - 8.42,06
- 2001:  WK indoor - 8.39,65
- 2002:  Grand prix - 8.56,29
- 2002:  Wereldbeker - 8.50,89

Golden League-podiumplekken
- 1999:  Bislett Games – 8.27,21
- 1999:  Golden Gala – 8.27,79
- 1999:  Meeting Gaz de France – 8.25,59
- 1999:  Herculis – 8.28,36
- 1999:  Weltklasse Zürich – 8.25,03
- 1999:  Memorial Van Damme – 8.25,82
- 2000:  Weltklasse Zürich – 8.26,35
- 2001:  Weltklasse Zürich – 8.24,19
- 2002:  Meeting Gaz de France – 8.31,88
- 2002:  Herculis – 8.21,42
- 2002:  Memorial Van Damme – 8.26,15
- 2003:  Meeting Gaz de France – 8.34,09
- 2003:  Weltklasse Zürich – 8.33,95

### 5000 m
Kampioenschappen
- 1997:  WK - 14.57,68
- 1998:  EK - 15.08,31
- 1999:  WK - 14.41,82
- 2000:  OS - 14.40,79

Golden League-podiumplekken
- 1998:  ISTAF – 14.31,48
- 1999:  ISTAF – 14.40,59
- 2000:  ISTAF – 14.40,61
- 2001:  Bislett Games – 14.46,92
- 2002:  Bislett Games – 14.46,86
- 2002:  Golden Gala – 14.55,48
- 2003:  Golden Gala – 14.41,35

## Onderscheidingen
- IAAF-atlete van het jaar - 1999
- Europees atlete van het jaar - 1999
- Europees sportvrouw van het jaar (Evgen Bergant Trofee) - 1999

1996: Wang Junxia ·
2000: Gabriela Szabó ·
2004: Meseret Defar ·
2008: Tirunesh Dibaba ·
2012: Meseret Defar ·
2016: Vivian Cheruiyot ·
2020: Sifan Hassan ·
2024: Beatrice Chebet
1983 Mary Decker ·
1987 Tatjana Samolenko ·
1991 Hassiba  Boulmerka ·
1993 Liu Dong ·
1995 Hassiba  Boulmerka ·
1997 Carla Sacramento ·
1999 Svetlana Masterkova ·
2001 Gabriela Szabó ·
2003 Tatjana Tomasjova ·
2005 Tatjana Tomasjova ·
2007 Maryam Jamal ·
2009 Maryam Jamal ·
2011 Jennifer Simpson ·
2013 Abeba Aregawi ·
2015 Genzebe Dibaba ·
2017 Faith Chepngetich Kipyegon ·
2019 Sifan Hassan ·
2022 Faith Chepngetich Kipyegon ·
2023 Faith Chepngetich Kipyegon
1995 Sonia O'Sullivan ·
1997 Gabriela Szabó ·
1999 Gabriela Szabó ·
2001 Olga Jegorova ·
2003 Tirunesh Dibaba ·
2005 Tirunesh Dibaba ·
2007 Meseret Defar ·
2009 Vivian Cheruiyot ·
2011 Vivian Cheruiyot ·
2013 Meseret Defar ·
2015 Almaz Ayana ·
2017 Hellen Obiri ·
2019 Hellen Obiri ·
2022 Gudaf Tsegay ·
2023 Faith Chepngetich Kipyegon